# Nigel McCulloch
Nigel Simeon McCulloch KCVO (* 17. Januar 1942 in Crosby, Merseyside), ist ein britischer anglikanischer Geistlicher. Er war von 2002 bis Januar 2013 Bischof der Diözese Manchester in der Church of England.

## Leben und Karriere
McCulloch studierte Theologie am Selwyn College der University of Cambridge, wo er 1964 den Bachelor of Arts und 1969 den Master of Arts erwarb. Zur Vorbereitung auf das Priesteramt besuchte er ab 1964 das Ripon College in Cuddesdon.
1966 wurde er in der Kathedrale von Chester zum Diakon geweiht. 1977 folgte die Weihe zum Priester. Von 1966 bis 1970 hatte er ein Hilfsvikariat in Ellesmere Port inne. Von 1970 bis 1973 war er als Kaplan am Christ’s College der University of Cambridge tätig. Dort war er von 1970 bis 1975 als Studiendirektor in Theologie (Director of Theological Studies) tätig. Von 1973 bis 1978 war er Diözesan-Missionar (Diocesan Missioner) in der Diözese Norwich.
McCulloch wurde 1978 Archidiakon (Vorsteher des Kirchensprengels) von Sarum und Pfarrer der St Thomas's Church in der Diözese Salisbury. Diese Ämter hatte er bis 1986 inne. Von 1986 bis 1992 war er als „Bischof von Taunton“ Suffraganbischof in der Diözese Bath und Wells. 1992 wurde er Diözesanbischof der Diözese Wakefield. Von 1997 bis zu seinem Rücktritt im Januar 2013 war er Lord High Almoner.
2002 wurde er Bischof von Manchester. Im Januar 2013 ging er in den Ruhestand. Sein Nachfolger als Bischof von Manchester wurde im Oktober 2013 David Walker.
2002 wurde er zum Ehrennationalkaplan (Honorary National Chaplain) der caritativen Veteranenorganisation Royal British Legion ernannt. In dieser Funktion leitete er den Gottesdienst beim alljährlichen Festival of Remembrance in der Royal Albert Hall. 2006 wurde er Vorsitzender der britischen Sektion des Internationalen Rates der Christen und Juden. Ab 2006 war er außerdem Mitglied der Episcopate Legislation and Steering Group, einer bischöflichen Arbeitsgruppe zur Erarbeitung von Vorschlägen für die Frauenordination.

## Privates
McCulloch ist seit mehr als 30 Jahren mit Celia McCulloch verheiratet, die aus einer Familie irischer Geistlicher stammt. Sie ist als Vikarin tätig. Sie wurde 2008 von Nigel McCulloch, ihrem eigenen Ehemann, für den Kirchendienst geweiht.

## Mitgliedschaft im House of Lords
McCulloch gehörte seit 1997 dem House of Lords an. Seine Antrittsrede hielt er am 9. Dezember 1997. Im Januar 2013 schied er aufgrund seines Ruhestands aus dem House of Lords aus. Sein Nachfolger im House of Lords wurde Tim Thornton, der Bischof von Truro.
Zu seinen politischen Interessengebieten zählt er Rundfunk und Kommunikationsdienste und Interreligiöser Dialog. Als Länder von Interesse nennt er auf der Seite des Oberhauses Pakistan, Namibia, Tansania und Sambia.

## Wirken in der Öffentlichkeit
Ein Schwerpunkt McCullochs in seiner Tätigkeit in der Diözese von Manchester ist insbesondere sein Einsatz für den interreligiösen Dialog. Er stellte Verbindungen zwischen den verschiedenen religiösen Gruppierungen her und baute ein Netzwerk der Zusammenarbeit auf.
Insbesondere forderte McCulloch eine stärkere Zusammenarbeit aller Kirchen bei der Bekämpfung von Gewalt unter Jugendlichen und der Kriminalität in Jugendbanden.
In kirchenrechtlichen Fragen vertritt McCulloch insgesamt einen eher liberalen Standpunkt. Dies zeigte sich insbesondere in seiner Einstellung zur Frage der Homosexualität. Nach seiner Auffassung dürfe das Thema Homosexualität unter Klerikern von der Amtskirche nicht unter den Teppich gekehrt werden. 2008 kritisierte er die Bischöfe, die drohten wegen der Frage der Homosexualität nicht an der Lambeth-Konferenz teilnehmen zu wollen.
2005 nahm er an den Begräbnisfeierlichkeiten für Roger Schutz, den Begründer der Communauté de Taizé, teil und las einen Ausschnitt aus dem Buch Jesaja.
Im Juni 2007 setzte sich McCulloch gegen das PlayStation-Spiel Resistance: Fall of Man ein. Es beinhaltet detaillierte Ansichten der Kathedrale von Manchester, die von Außerirdischen heimgesucht worden ist und vom Protagonisten getötet werden sollen. Sony entgegnete daraufhin, dass das Spiel nicht auf der Realität basiere und dass alle gesetzliche Vorschriften bei der Veröffentlichung eingehalten worden seien.
Im Mai 2008 äußerte sich McCulloch in Bezug auf die öffentlichen Leichenschauen von Gunther von Hagens und sagte dabei, dass seine Sorge sei, dass die Körper lediglich für eine Form von verrückter Horror-Show benutzt werden.
McCulloch gehörte am 7. Oktober 2008 zu den Unterzeichnern einer Erklärung, die zum Schutz von Kindern vor seelischer und körperlicher Gewalt aufrief.
McCulloch sagte im Dezember 2008, dass die Finanz- und Wirtschaftskrise zu einer Rückbesinnung auf traditionelle Werte führe. In seiner Weihnachtspredigt 2008 warf er der Regierung vor, die Bürger in Schulden zu treiben.
Im Mai 2009 wurde der Moslem Aaqil Ahmed neuer Leiter für den Bereich Religion bei der BBC. Dies führte zu kritischen Stimmen, vor allem aus der Church of England. McCulloch äußerte dazu, dass die Church of England ein fundamentales Interesse in Bezug auf die Darstellung des Christentums und anderer Religionen im BBC-Programm habe. Religion müsse in den Programmen der BBC in Rundfunk und Fernsehen insbesondere im Licht des jüdisch-christlichen Erbes des Landes dargestellt werden.